# Ferrari 250TRI

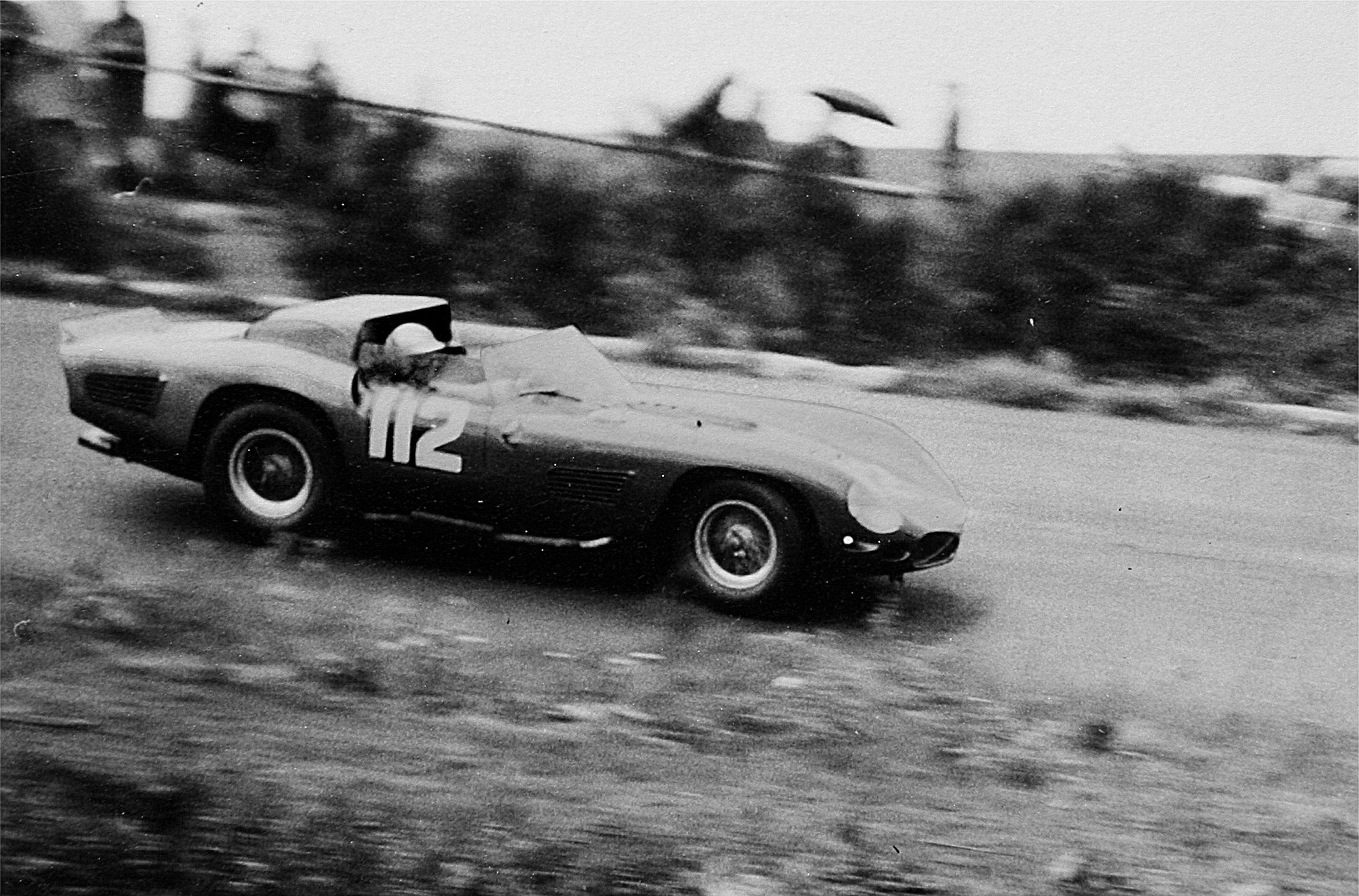
Der Ferrari 250TRI von Carlo-Maria Abate und Umberto Maglioli beim 1000-km-Rennen auf dem Nürburgring 1963

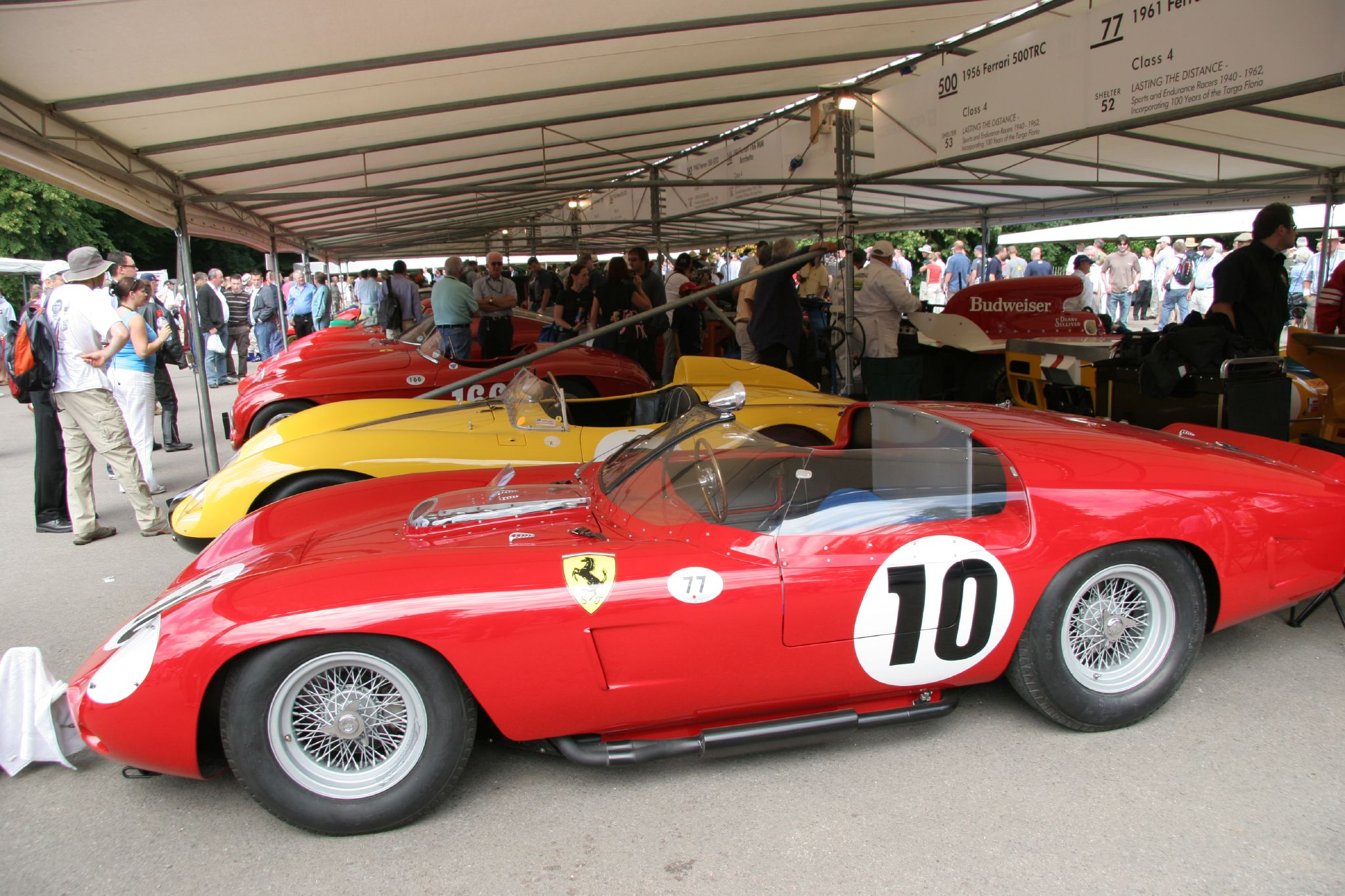
Der Ferrari 250TRI/61 mit der Startnummer 10; der Siegerwagen von Olivier Gendebien und Phil Hill beim 24-Stunden-Rennen von Le Mans 1961

Der Ferrari 250TRI, auch als Ferrari 250TRI Fantuzzi Spider bezeichnet, wurde in den Versionen TRI'60 und TRI'61 von der Scuderia Ferrari von 1960 bis 1963 bei Sportwagenrennen eingesetzt.

## Technik
Beim Testtag zum 24-Stunden-Rennen von Le Mans 1960 stellte Ferrari einen neuen Sportwagen auf Basis des Ferrari 250 Testa Rossa vor. Der 250TRI sollte die Sportwagen-Prototypen in diesem Jahr ergänzen. Die Typenbezeichnung TRI erhielt der Ferrari aus dem roten Zylinderkopf – TR für „Testa Rossa“ – und aus der nunmehr eingesetzten Einzelradaufhängung – I für „Independent Suspension“. Das Fahrgestell wurde überarbeitet und der Radstand auf 2350 mm verkürzt. Die Karosserie stellte Fantuzzi her. Das Gesamtgewicht, ohne Treibstoff und Flüssigkeiten, war mit 685 kg für einen Rennsportwagen der frühen 1960er-Jahre sehr niedrig. 1960 baute Fantuzzi zwei Exemplare, die die Scuderia in verschiedenen Rennen einsetzte.
1961 erfuhr der 250 TRI eine grundlegende Überarbeitung. Der V12-Motor leistete jetzt 315 PS und damit 15 PS mehr als das Vorjahresmodell. Im Windkanal entstand die neue Karosserie, die wieder bei Fantuzzi (2 Exemplare) gebaut wurde. Die Windschutzscheibe wurde entlang der Türen ganz nach hinten gezogen. Der Wagen bekam einen auffallenden Spoiler als Verlängerung der Haube. Der 250 TRI’61 erhielt entsprechend dem Formel-1-Rennwagen des Jahres 1961, dem Ferrari 156, eine Frontpartie mit zwei ovalen, in eine flache Spitze auslaufenden Kühleröffnungen – das Haifischmaul.

## Renneinsätze
Sehr schnell stellte sich heraus, dass das Konzept des TRI erfolgreich war. Waren die Einsätze 1960 noch spärlich und daher große Erfolge nicht möglich, setzte die Scuderia das Rennfahrzeug ab 1961 regelmäßig ein. Den ersten Gesamtsieg gab es im März 1961 beim 12-Stunden-Rennen von Sebring, wo die Werksmannschaft einen Doppelsieg feierte. Phil Hill und Olivier Gendebien siegten vor dem TRI mit der Nummer 15, wo sich vier Piloten – Giancarlo Baghetti, Willy Mairesse, Richie Ginther und Wolfgang von Trips – das Cockpit teilten. Nach dem zweiten Platz der mexikanischen Rodríguez-Brüder Pedro und Ricardo beim 1000-km-Rennen am Nürburgring folgte ein weiterer Doppelsieg, diesmal herausgefahren beim 24-Stunden-Rennen von Le Mans. Hill und Gendebien siegten vor Mairesse und dessen Teamkollegen Mike Parkes. Beim 4-Stunden-Rennen von Pescara gab es im September 1961 einen weiteren Erfolg. Lorenzo Bandini und Ludovico Scarfiotti gewannen auf einem TRI, den die Scuderia Centro Sud gemeldet hatte.
1962 wiederholte die Scuderia den Erfolg in Sebring. Den TRI’61 pilotierten Joakim Bonnier und Lucien Bianchi zum Sieg. In diesem Jahr gab es noch Erfolge durch Carlo-Maria Abate bei einem nationalen Sportwagenrennen in Reims und Lorenzo Bandini bei der Trophée d’Auvergne.
Den letzten Renneinsatz für einen TRI gab es bei einem SCCA-Rennen in Laguna Seca mit dem US-Amerikaner Frank Crane am Steuer, der im Rennen Elfter wurde.

## Technische Daten
| Kenngrößen                 | Ferrari 250TRI                                                       |
| Motor:                     | Viertakt-12-Zylinder-Frontmotor                                      |
| Kühlung:                   | Wasser                                                               |
| Hubraum:                   | 2953,21 cm³                                                          |
| Bohrung × Hub:             | 73 × 58,8 mm                                                         |
| Verdichtung:               | 9,8 : 1                                                              |
| Ventilsteuerung:           | 1 obenliegende Nockenwelle pro Zylinderreihe, 2 Ventile pro Zylinder |
| Vergaser:                  | 6 Weber-Doppelvergaser 38DCN3                                        |
| Leistung:                  | 310 PS bei 7.400/min                                                 |
| Maximales Drehmoment:      |                                                                      |
| Kraftübertragung:          | 5-Gang-Getriebe (nicht synchronisiert) plus Rückwärtsgang            |
| Rahmen und Karosserie:     | Rohrrahmen, Karosserie aus Aluminium                                 |
| Lenkung:                   |                                                                      |
| Radaufhängung vorn:        | einzeln an Doppelquerlenkern, Schraubenfedern, Teleskopstoßdämpfer   |
| Radaufhängung hinten:      | wie Vorderradaufhängung                                              |
| Bremsen:                   | Dunlop-Scheibenbremsen vorne und hinten                              |
| Spurweite vorn/hinten:     | 1308/1294 mm                                                         |
| Radstand:                  | 2350 mm                                                              |
| Reifengröße vorn/hinten:   | 5.5 × 16/6.0 × 16                                                    |
| Länge × Breite × Höhe:     |                                                                      |
| Leergewicht (ohne Fahrer): | 685 kg                                                               |
| Höchstgeschwindigkeit:     | bis zu 270 km/h                                                      |